# Igor Diveïev
Igor Sergueïevitch Diveïev (en russe : Игорь Сергеевич Дивеев), né le 27 septembre 1999 à Oufa en Russie, est un footballeur international russe. Il évolue au poste de défenseur central avec le CSKA Moscou.

## Biographie

### Carrière en club
En décembre 2020 il reçoit le prix "Top Five" décerné aux meilleurs jeunes du championnat de Russie.

### Carrière internationale

#### Avec les espoirs
Igor Diveïev joue son premier match avec l'équipe de Russie espoirs le 22 mars 2019, lors d'une rencontre amicale face à la Suède. Il est titulaire et son équipe s'impose ce jour-là (victoire 2-0). Le 6 septembre de la même année Diveïev inscrit son premier but pour les espoirs, donnant la victoire à son équipe face à la Serbie (1-0) lors des éliminatoires de l'Euro espoirs 2021.
Il est retenu avec cette sélection pour disputer le championnat d'Europe espoirs en 2021.

#### Avec les A
Il connaît sa première sélection sous les couleurs de l'équipe A le 12 novembre 2020 à l'occasion d'un match amical face à la Moldavie.
En mai 2021 il est retenu dans une liste élargie de l'équipe nationale de Russie pour l'Euro 2020.

## Statistiques
| Saison                | Club                  | Championnat           | Championnat | Championnat | Coupe(s) nationale(s) | Coupe(s) nationale(s) | Compétition(s) continentale(s) | Compétition(s) continentale(s) | Compétition(s) continentale(s) | Russie | Russie | Total | Total |
| Saison                | Club                  | Division              | M.          | B.          | M.                    | B.                    | Comp.                          | M.                             | B.                             | M.     | B.     | M.    | B.    |
| 2018-2019             | FK Oufa-2 (en)        | D3                    | 2           | 0           | -                     | -                     | -                              | -                              | -                              | -      | -      | 2     | 0     |
| Sous-total            | Sous-total            | Sous-total            | 2           | 0           | -                     | -                     | -                              | -                              | -                              | -      | -      | 2     | 0     |
| 2018-2019             | FK Oufa               | D1                    | 2           | 0           | 1                     | 0                     | -                              | -                              | -                              | -      | -      | 3     | 0     |
| Sous-total            | Sous-total            | Sous-total            | 2           | 0           | 1                     | 0                     | -                              | -                              | -                              | -      | -      | 3     | 0     |
| 2018-2019             | CSKA Moscou (prêt)    | D1                    | 10          | 0           | -                     | -                     | -                              | -                              | -                              | -      | -      | 10    | 0     |
| 2019-2020             | CSKA Moscou           | D1                    | 26          | 0           | 3                     | 1                     | C3                             | 6                              | 1                              | -      | -      | 35    | 2     |
| 2020-2021             | CSKA Moscou           | D1                    | 23          | 2           | 3                     | 0                     | C3                             | 6                              | 0                              | 7      | 0      | 39    | 2     |
| 2021-2022             | CSKA Moscou           | D1                    | 27          | 3           | 2                     | 2                     | -                              | -                              | -                              | 7      | 1      | 36    | 6     |
| 2022-2023             | CSKA Moscou           | D1                    | 10          | 1           | 2                     | 0                     | -                              | -                              | -                              | -      | -      | 12    | 1     |
| Sous-total            | Sous-total            | Sous-total            | 96          | 6           | 10                    | 3                     | -                              | 12                             | 1                              | 14     | 1      | 132   | 11    |
| Total sur la carrière | Total sur la carrière | Total sur la carrière | 100         | 6           | 11                    | 3                     | -                              | 12                             | 1                              | 14     | 1      | 137   | 11    |